# Монпелие
Вижте пояснителната страница за други значения на Монпелие.
Монпелиѐ (на френски: Montpellier; на окситански: Montpelhièr) е град в Южна Франция, регион Окситания, департамент Еро. Разположен е на река Лез, на 10 km от брега на Средиземно море. Населението на града е около 281 613 души (2016), а на градската агломерация – около 607 896 души (2016).

## История
Монпелие е известен от X век като място на търговия с подправки. Първоначално се намира в сянката на приморския град Маглон. През 1141 г. графът на Тулуза построява тук замък и дава на Монпелие градски привилегии. Средновековното население на града е мултиетническо и важна роля в търговията играе местната еврейска общност. В края на XII век в Монпелие идват студенти, за да учат медицина, и през 1220 г. е основан Университетът на Монпелие, узаконен с папска була през 1289 г.
В 1213 г. дъщерята на последния владетел от местната династия, Мария Монпелие, се омъжва за арагонския крал Педро II. Техните потомци владеят Монпелие до 1349 г., когато крал Хайме III продава града на френските монарси. През 1536 г. в Монпелие от Маглон е пренесена местната епископска катедра.
С началото на Реформацията населението на Монпелие преминава към калвинизма. През 1622 г. Людовик XIII обсажда в града хугенотите под предводителството на Анри дьо Роган. През 1624 – 27 г. по заповед на кардинал Ришельо в Монпелие се построява кралска крепост. Людовик XIV прави Монпелие център на провинцията Долен Лангедок. На мястото на средновековните стени са прекарани булеварди и акведукти. От средновековните укрепления днес са останали само кулите. Готическият събор от XIV век е преустроен.

## Население
Градът е сред най-бързо растящите във Франция. Както в исторически план, така и днес Монпелие има значително испанско малцинство. Освен тях, има значителен брой мароканци, алжирци и италианци.
| 1789   | 1820    | 1876    | 1901    | 1921    | 1936    | 1946    |
| ------ | ------- | ------- | ------- | ------- | ------- | ------- |
| 29 500 | 35 123  | 55 258  | 75 950  | 81 548  | 90 787  | 93 102  |
| 1954   | 1968    | 1975    | 1982    | 1990    | 1999    | 2010    |
| 97 501 | 161 910 | 191 354 | 197 231 | 207 996 | 225 392 | 257 351 |

## Климат
Климатът в Монпелие е средиземноморски. Зимите са меки и влажни, а летата са горещи и сухи.
| Климатични данни за Монпелие                                          | Климатични данни за Монпелие | Климатични данни за Монпелие | Климатични данни за Монпелие | Климатични данни за Монпелие | Климатични данни за Монпелие | Климатични данни за Монпелие | Климатични данни за Монпелие | Климатични данни за Монпелие | Климатични данни за Монпелие | Климатични данни за Монпелие | Климатични данни за Монпелие | Климатични данни за Монпелие | Климатични данни за Монпелие |
| Месеци                                                                | яну.                         | фев.                         | март                         | апр.                         | май                          | юни                          | юли                          | авг.                         | сеп.                         | окт.                         | ное.                         | дек.                         | Годишно                      |
| Абсолютни максимални температури (°C)                                 | 21,2                         | 23,6                         | 27,4                         | 30,4                         | 35,1                         | 43,5                         | 37,5                         | 37,7                         | 36,6                         | 31,8                         | 27,1                         | 22,0                         | 43,5                         |
| Средни максимални температури (°C)                                    | 11,6                         | 12,8                         | 15,9                         | 18,2                         | 22,0                         | 26,4                         | 29,3                         | 28,9                         | 25,0                         | 20,5                         | 15,3                         | 12,2                         | 19,9                         |
| Средни температури (°C)                                               | 7,2                          | 8,0                          | 10,9                         | 13,4                         | 17,2                         | 21,2                         | 24,1                         | 23,7                         | 20,0                         | 16,2                         | 11,1                         | 7,9                          | 15,1                         |
| Средни минимални температури (°C)                                     | 2,8                          | 3,3                          | 5,9                          | 8,7                          | 12,5                         | 16,0                         | 18,9                         | 18,5                         | 15,0                         | 11,9                         | 6,8                          | 3,7                          | 10,4                         |
| Абсолютни минимални температури (°C)                                  | −15                          | −17,8                        | −9,6                         | −1,7                         | 0,6                          | 5,4                          | 8,4                          | 8,2                          | 3,8                          | −0,7                         | −5                           | −12,4                        | −17,8                        |
| Средни месечни валежи (mm)                                            | 55,6                         | 51,8                         | 34,3                         | 55,5                         | 42,7                         | 27,8                         | 16,4                         | 34,4                         | 80,3                         | 96,8                         | 66,8                         | 66,7                         | 629                          |
| Средно количество слънчеви часове                                     | 142.9                        | 168.1                        | 220.9                        | 227.0                        | 263.9                        | 312.4                        | 339.7                        | 298.0                        | 241.5                        | 168.6                        | 148.8                        | 136.5                        | 2668                         |
| --------------------------------------------------------------------- | ---------------------------- | ---------------------------- | ---------------------------- | ---------------------------- | ---------------------------- | ---------------------------- | ---------------------------- | ---------------------------- | ---------------------------- | ---------------------------- | ---------------------------- | ---------------------------- | ---------------------------- |
| Източник: Meteo France, Infoclimat.fr (relative humidity 1961 – 1990) |                              |                              |                              |                              |                              |                              |                              |                              |                              |                              |                              |                              |                              |

## Икономика
В града са представени високоспециализирани отрасли в сферата на услугите: ИКТ, мултимедия, биотехнология, фармацевтика. В мегаполиса са разположени, в частност, френските главни офиси на Dell, Vestas (първият в света производител на вятърни турбини) и японския производител на спортна екипировка Asics. В областта на здравеопазването тук е представена офталмологичната фирма Bausch & Lomb, след като закупува лабораториите Chauvin, също Horiba Medical, производител на апаратура за автоматични медицински анализи, дъщерна компания на японската група Horiba. Тук са разположени изследователските центрове на големи международни компании, такива като Alstom (Alstom Grid) и Sanofi (център по невробиология и онкология). IBM също има клон в Монпелие от 1950-те години.

## Спорт
Представителният футболен отбор на града се казва Монпелие ЕСК. От сезон 2009 – 2010 играе във френската Лига 1.
През сезон 2011 – 2012 отборът става за първи път в своята история шампион на Франция.

## Известни личности
Родени в Монпелие
- Себастиан Бурдон (1616 – 1671), художник
- Жан-Люк Деан (1940 – 2014), белгийски политик
- Огюст Конт (1798 – 1857), философ
- Жул-Едуар Албоаз дьо Пюжол (1805 – 1854), драматург
- Жан Шарл-Брюн (1870 – 1946), общественик

Починали в Монпелие
- Георги Золотович (1799 – 1881), български общественик

Други личности, свързани с Монпелие
- Даниела Гергелчева, от 1989 г. се състезава за френския „Монпелие“, където и живее, с който става 3 пъти шампион на Франция.
- Тодор Иванчов (1858 – 1905), български политик, учил медицина в града през 1870-те
- Огюстен Пирам дьо Кандол (1778 – 1841), швейцарски ботаник, живее в града през 1807 – 1816
- Нострадамус (1503 – 1566) е бил студент в университета в Монпелие
- Франческо Петрарка (1304 – 1374), италиански поет, учил право в града (1316 – 1320)
- Франсоа Рабле (1493 – 1553) е бил студент в университета в Монпелие

## Побратимени градове
- Барселона, Испания от 1963 г.
- Глазгоу, Шотландия
- Чънду, Китай